# 296 Phaëtusa
296 Phaëtusa eller A917 XB är en asteroid i huvudbältet, som upptäcktes den 19 augusti 1890 av den franske astronomen Auguste Charlois. Asteroiden namngavs senare efter Phaethusa i den grekiska mytologin. Hon var dotter till solguden Helios och nymfen Neiara.
Phaëtusas senaste periheliepassage skedde den 18 september 2020.[Uppdatering behövs] Dess rotationstid har beräknats till 4,54 timmar.